# Eduard Rosé
Eduard Rosé (Jassy, 29 de marzo de 1859-Gueto de Theresienstadt, 24 de enero de 1943) fue un músico austriaco, concertista de violonchelo y profesor musical, hermano del violinista Arnold Rosé y tío de Alma Rosé. Uno de sus compañeros de estudios y después cuñado (se casó con su hermana Emma) fue Gustav Mahler. Por su origen judío fue recluido en el campo de concentración nazi de Theresienstadt, en el que falleció.

## Biografía
Eduard Rosenblum se formó como chelista en la Gesellschaft der Musikfreunde de Viena entre 1876 y 1879, donde tuvo como profesores a Karl Udel y Reinhold Hummer y también estudiaba su hermano Arnold.
Su debut como concertista fue el 11 de julio de 1878 en la misma capital austriaca
En 1882, junto con su hermano Arnold, Julius Egghard y Anton Loh fundó el cuarteto Rosé-Quartett, que realizó giras durante muchos años y cosechó un gran éxito en su tiempo. Al mismo tiempo desarrolló su propia carrera como chelista y trabajó para importantes orquestas como la de la Ópera de Budapest, la Orquesta sinfónica de Boston (1898), la Filarmónica de Berlín y finalmente (desde septiembre de 1900) la Orquesta Estatal de Weimar. En la orquesta del teatro nacional de esta ciudad fue nombrado primer chelista, puesto que mantuvo hasta su jubilación en el año 1926.
Además de todo esto, impartió clases de chelo y piano en el Conservatorio de Weimar.
A pesar de haberse convertido al protestantismo, tras la llegada de los nazis al poder en 1933 por su origen judío perdió sus derechos y finalmente fue detenido en 1941 y enviado a Theresienstadt, donde falleció.
Sus hijos Wolfgang y Ernst lograron emigrar a los USA.